# Film Independent Spirit Award voor beste film
De Film Independent Spirit Award voor beste film (Engels: Independent Spirit Award for Best Feature) is een van de Film Independent Spirit Awards.
Deze Amerikaanse filmprijs wordt sinds 1985 jaarlijks uitgereikt en is bedoeld ter erkenning van (de makers van) onafhankelijke films.

## Winnaars en genomineerden
De winnaars staan bovenaan in vette letters. De overige films die werden genomineerd staan eronder vermeld in alfabetische volgorde.

### 1985-1989
- 1985: After Hours
  - Blood Simple
  - Smooth Talk
  - The Trip to Bountiful
- 1986: Platoon
  - Blue Velvet
  - Down by Law
  - On Valentine's Day
  - Salvador
  - Stand by Me
- 1987: River's Edge
  - The Big Easy
  - The Dead
  - Matewan
  - Swimming to Cambodia
  - Tough Guys Don't Dance
- 1988: Stand and Deliver
  - Hairspray
  - Patti Rocks
  - The Thin Blue Line
  - Torch Song Trilogy
- 1989: Sex, Lies, and Videotape
  - Drugstore Cowboy
  - Heat and Sunlight
  - Mystery Train
  - True Love

### 1990-1999
- 1990: The Grifters
  - Henry: Portrait of a Serial Killer
  - The Plot Against Harry
  - Pump Up the Volume
  - To Sleep with Anger
- 1991: Rambling Rose
  - City of Hope
  - Hangin' with the Homeboys
  - Homicide
  - My Own Private Idaho
- 1992: The Player
  - Bad Lieutenant
  - Gas Food Lodging
  - Mississippi Masala
  - One False Move
- 1993: Short Cuts
  - Equinox
  - Much Ado About Nothing
  - Ruby in Paradise
  - The Wedding Banquet
- 1994: Pulp Fiction
  - Bullets Over Broadway
  - Eat Drink Man Woman
  - Mrs. Parker and the Vicious Circle
  - Wes Craven's New Nightmare
- 1995: Leaving Las Vegas
  - The Addiction
  - Living in Oblivion
  - Safe
  - The Secret of Roan Inish
- 1996: Fargo
  - Dead Man
  - The Funeral
  - Lone Star
  - Welcome to the Dollhouse
- 1997: The Apostle
  - Chasing Amy
  - Loved
  - Ulee's Gold
  - Waiting for Guffman
- 1998: Gods and Monsters
  - Affliction
  - Claire Dolan
  - A Soldier's Daughter Never Cries
  - Velvet Goldmine
- 1999: Election
  - Cookie's Fortune
  - The Limey
  - The Straight Story
  - Sugar Town

### 2000-2009
- 2000: Crouching Tiger, Hidden Dragon
  - Before Night Falls
  - George Washington
  - Ghost Dog: The Way of the Samurai
  - Requiem for a Dream
- 2001: Memento
  - Hedwig and the Angry Inch
  - L.I.E.
  - Things Behind the Sun
  - Waking Life
- 2002: Far from Heaven
  - The Good Girl
  - Lovely & Amazing
  - Secretary
  - Tully
- 2003: Lost in Translation
  - American Splendor
  - In America
  - Raising Victor Vargas
  - Shattered Glass
- 2004: Sideways
  - Baadasssss!
  - Kinsey
  - Maria Full of Grace
  - Primer
- 2005: Brokeback Mountain
  - Capote
  - Good Night, and Good Luck
  - The Squid and the Whale
  - The Three Burials of Melquiades Estrada
- 2006: Little Miss Sunshine
  - American Gun
  - The Dead Girl
  - Half Nelson
  - Pan's Labyrinth
- 2007: Juno
  - The Diving Bell and the Butterfy
  - I'm Not There
  - A Mighty Heart
  - Paranoid Park
- 2008: The Wrestler
  - Ballast
  - Frozen River
  - Rachel Getting Married
  - Wendy and Lucy
- 2009: Precious
  - (500) Days of Summer
  - Amreeka
  - The Last Station
  - Sin Nombre

### 2010-2019
- 2010: Black Swan
  - 127 Hours
  - Greenberg
  - The Kids Are All Right
  - Winter's Bone
- 2011: The Artist
  - 50/50
  - Beginners
  - The Descendants
  - Drive
  - Take Shelter
- 2012: Silver Linings Playbook
  - Beasts of the Southern Wild
  - Bernie
  - Keep the Lights On
  - Moonrise Kingdom
- 2013: 12 Years a Slave
  - All Is Lost
  - Frances Ha
  - Inside Llewyn Davis
  - Nebraska
- 2014: Birdman or (The Unexpected Virtue of Ignorance)
  - Boyhood
  - Love Is Strange
  - Selma
  - Whiplash
- 2015: Spotlight
  - Anomalisa
  - Beasts of No Nation
  - Carol
  - Tangerine
- 2016: Moonlight
  - American Honey
  - Chronic
  - Jackie
  - Manchester by the Sea
- 2017: Get Out
  - Call Me by Your Name
  - The Florida Project
  - Lady Bird
  - The Rider
- 2018: If Beale Street Could Talk
  - Eighth Grade
  - First Reformed
  - Leave No Trace
  - You Were Never Really Here
- 2019: The Farewell
  - Clemency
  - A Hidden Life
  - Marriage Story
  - Uncut Gems

### 2020-2029
- 2020: Nomadland
  - First Cow
  - Ma Rainey's Black Bottom
  - Minari
  - Never Rarely Sometimes Always

- 2021: The Lost Daughter
  - A Chiara
  - C'mon C'mon
  - The Novice
  - Zola

- 2022: Everything Everywhere All at Once
  - Bones and All
  - Our Father, the Devil
  - Tár
  - Women Talking